# Ørstafjorden
Ørstafjorden er en arm af Vartdalsfjorden i Ørsta i Møre og Romsdal fylke i Norge. Den er 10 kilometer lang og går fra Raudøya og ind til fjordbunden ved  byen Ørsta.
Fjorden er op til to kilometer bred, og den største dybde er 172 meter. Ørstafjorden er en tærskelfjord, hvilket  der sammen med relativ stor tilførsel af ferskvand, gør at de indre dele af fjorden fryser til i kuldeperioder.
Bygden Liadalen ligger lige indenfor indløbet på østsiden. Selve byen Ørsta ligger inderst i fjorden. Europavej E39 går fra Ørsta og langs nordsiden af fjorden.